# Rafael García Goyena
Rafael García Goyena (Guayaquil, Ecuador, 31 de julio de 1766 - Nueva Guatemala de la Asunción, 9 de noviembre de 1823) fue un escritor, poeta y jurista guatemalteco, nacido en el actual Ecuador. Una de sus obras más conocidas es Los animales congregados en Cortes. Su obra poética tiene carácter didáctico y satírico, y está contenida en el volumen Fábulas y poesías varias. Su estilo es sencillo, a la vez que agudo, y la estructura de los poemas ingeniosa. Es el más relevante poeta de la época de la Ilustración en Guatemala. Según apunta Chinchilla Aguilar, «nuestro autor contribuyó, más que ningún otro literato de su época, a ridiculizar el sistema colonial y a orientar la vida política de la República».

## Reseña biográfica

### Primeros años
Su padre, Joseph García y Goyena, era originario de Navarra, pero se mudó al Nuevo Mundo, pasando por Guayaquil, Ecuador, en donde nació Rafael García Goyena en 1766, producto de un amor furtivo.  Joseph García Goyena se estableció en la Capitanía General de Guatemala poco después de pasar por Guayaquil, trabajando como cajero para el marqués Juan Fermín de Aycinena y logrando obtener alguna fortuna.  Cuando Rafael García Goyena era adolescente, su padre lo llamó a Guatemala para que se educara en letras en la Real y Pontificia Universidad de San Carlos de Borromeo, en donde aprendió latín y obtuvo su bachillerato.

### Estudios universitarios y encarcelamiento
Con sólo veinte años, y antes de graduarse de abogado, tuvo un hijo con Plácida de León, por lo que tuvo que casarse en secreto con ella, y fue recluido en el Convento de Cristo, entonces en las afueras de la recién fundada Nueva Guatemala de la Asunción, castigo que se acostumbraba en esa época para los jóvenes que cometían ese tipo de faltas. Allí pasó ayuno y tuvo que realizar ejercicios espirituales, mientras su padre y un miembro de la familia Aycinena decidieron enviarlo a La Habana para que trabajara con Miguel Arnaiz, primer contador de la Isla de Cuba. Tras un penoso viaje en mula y por caminos en pésimo estado hasta el Castillo de San Felipe de Lara, esperó en ese lugar por una carta de la familia Aycinena para que le indicaran el barco que debía abordar en Omoa; cuando por fin le llegó la información, se dirigió al puerto en las costas hondureñas, pero cuando llegó, el gobernador de la localidad se dio cuenta de que no tenía permiso del capital general del reino, José de Estachería, para embarcarse y lo encarceló hasta que tuviera noticias del capitán general, ya que era delito grave tratar de salir de los territorios españoles sin pasaporte. García Goyena estuvo preso en Omoa hasta el 31 de marzo de 1787, pues aunque la orden para que fuera trasladado a la ciudad de Guatemala se extendió el 11 de febrero, el mensaje no llegó a Omoa sino hasta esa fecha; García Goyena estaba en el hospital reponiéndose de una enfermedad tropical cuando fue entregado a su custodio que lo llevaría resguardado hasta la Nueva Guatemala de la Asunción.  No fue sino hasta el 12 de julio de 1787 que el caso contra él fue cerrado y, salvo los meses de viaje, ese tiempo lo pasó en los calabozos; de esa época data su fábula La araña y el mosquito, que describe lo indefenso de aquel que caía en las redes de la justicia.
García Goyena presentó su examen de grado en 1791, el cual fue aprobado por la Real Audiencia de Guatemala; para entonces, su padre —quien originalmente lo había desheredado tras el incidente de su matrimonio secreto— le heredó la tercera parte de su fortuna, que ascendía a sesenta mil pesos de la época.  De carácter desprendido, poco a poco iría despilfarrando su fortuna en excentricidades, como comer con cubiertos de oro y regalar canastillas de dulces a los niños en la calle.  En marzo de 1804 realizó sus exámenes de «Repetición» y «Fúnebre», y en abril obtuvo la borla de Doctor en Derecho.

### Conjuración de Belén
En 1813 se vio involucrado en la conjuración de Belén, no como conspirador sino como abogado; el 21 de diciembre el capitán Antonio del Villar capturó a la mayoría de los implicados en el complot para ponerse de cuerdo con los insurgentes de México y él mismo, junto con el escribano Francisco Vigil instruyó el proceso contra los capturados. Cuando el alcalde primero José Antonio Aqueche tuvo duda de la competencia del capitán general José de Bustamante y Guerra en el asunto, solicitó asesoría a García Goyena, quien dictaminó que la autoridad militar del capitán general no competía en el asunto.  El conflicto se saldó el 13 de diciembre de 1819 cuando los acusados fueron indultados por el rey, evitando así las penas de muerte y de exilio a África que se les habían impuesto.

## Muerte
Pobre y enfermo, falleció en la Ciudad de Guatemala el 9 de noviembre de 1823.

## Obras
García Goyena vivió durante los años turbulentos del reino de Fernando VI y los movimientos revolucionarios en las colonias españolas en América; y a pesar la ignorancia científica imperante que imponían los monarcas absolutistas en España —que no permitían la lectura de un sinnúmero de obras y que no dejaban que avanzara la enseñanza de la ciencia en sus dominios— el poeta guatemalteco logró educarse por su cuenta en Historia, Filosofía, Política y Zoología, lo que quedó plasmado en sus fábulas y poemas.  De esta forma, de acuerdo a su biógrafo, el doctor Antonio Batres Jáuregui «en sus obras reinan la moral más pura, los consejos más saludables y las indicaciones más sanas; [...] en ellas campea la harmonía, ligereza y naturalidad, con lo sencillo de las descripciones y lo bien escogido del asunto».
El historiador Alejandro Marure describió así la fábulas Los zanates en consejo y Los animales congregados en Cortes en un discurso pronunciado en la Academia de Ciencias en 1834: «La fábula de Los Sanates en consejo es un remedo ingenioso de lo que pasa muchas veces en los Congresos humanos.  La que tiene por título Los animales congregados en Cortes, y cuyo argumento, como el de la primera, está tomado de un hecho histórico, nos reproduce fielmente en el fingido lenguaje de las fieras que claman libertad, el mismo idioma que usan, de ordinario, esos espíritus turbulentos que descuellan en los tiempos de revueltas. [...] No era posible haber representado más al vivo algunas de las escenas de que debíamos ser testigos, en medio de la conflagración que iba a abrasarnos durante el largo período de licencia y anarquía.  Así era como Goyena, ocultando la verdad entre los velos de la ficción y usando de la fábula como de una institución política, ponía delante de nuestros ojos la imagen de nuestros extravíos, así era como daba lecciones de prudencia a sus conciudadanos, al borde ya de una transición peligrosa, y les mostraba el abismo en que pudiera hundirnos una regeneración súbita».
En 1894, el doctor Antonio Batres Jáuregui publicó las siguientes fábulas de García Goyena:
| - Nuevo sistema de gobierno en el reino animal - Las palomas y los zanates nidificando - La araña y la oruga - El mastín y la rata - El loro y el cerdo - Una yegua y un buey - Los gatos en brama - Los sanates en consejo - La cocinera, las gallinas y las palomas - Los muchachos, los sanates y el loro - El macho de arriero y el caballo de carreta - El armado y la raposa - La araña y el mosquito - Los animales nocturnos, la mariposa y la golondrina - Los perros - El jinete y el potro - La mosca, la hormiga y la paloma nocturna - El piojo, la pulga y la nigua - Los fueros jumentiles - El zopilote con golilla - La mariposa y la abeja - El mulo, el potrillo y la picaza - El venado, la serpiente y la paloma - Los sanates y el burro - Los animales congregados en Cortes - El pavo real, el guarda y el loro - Los animales en Cortes - El dogo faldero y el mastín - Las golondrinas y los barqueros - Las hormigas y la lombriz - El prelado y su discretorio |

### Recepción de la crítica literaria
Rubén Darío le considera "fabulista insigne," "género en el cual creemos que en América muy
pocos ha habido que le igualen".